# Gedeeltelijk gezicht op de Broekzijdse Molen aan het Gein
Gedeeltelijk gezicht op de Broekzijdse Molen aan het Gein is een schilderij van de Nederlandse schilder Piet Mondriaan in het Museum of Modern Art in New York.

## Voorstelling
Het stelt de Broekzijder Molen voor aan het riviertje het Gein tussen Abcoude en Driemond. Mondriaan schilderde de molen toen hij in Amsterdam woonde. Hij zocht in die periode regelmatig de eenvoud op van de polderlandschappen rondom het Gein. Omstreeks 1905 maakte hij een tweede schilderij van de Broekzijder Molen (zie De Broekzijdse Molen aan het Gein).

## Herkomst
Het schilderij werd in juni 1950 gekocht door het Museum of Modern Art in New York van een Canadese privéverzamelaar via kunsthandel Arthur Rothmann Fine Arts in New York.